# Unterseeboot 660
L'Unterseeboot 660 ou U-660 est un sous-marin allemand (U-Boot) de type VIIC utilisé par la Kriegsmarine pendant la Seconde Guerre mondiale.
Le sous-marin fut commandé le 9 octobre 1939 à Hambourg (Howaldtswerke Hamburg AG), sa quille fut posée le 15 février 1941, il fut lancé le 17 novembre 1941 et mis en service le 8 janvier 1942, sous le commandement de l'Oberleutnant zur See Götz Baur.
Il fut coulé en novembre 1942 en mer Méditerranée par la Royal Navy.

## Conception
Unterseeboot type VII, l'U-660 avait un déplacement de 769 tonnes en surface et 871 tonnes en plongée. Il avait une longueur totale de 67,10 m, un maître-bau de 6,20 m, une hauteur de 9,60 m et un tirant d'eau de 4,74 m. Le sous-marin était propulsé par deux hélices de 1,23 m, deux moteurs Diesel Germaniawerft M6V 40/46 de 6 cylindres en ligne de 1 400 chà 470 tr/min, produisant un total de 2 060 à 2 350 kW en surface et de deux moteurs électriques Siemens-Schuckert GU 343/38-8 de 375 ch à 295 tr/min, produisant un total 550 kW, en plongée. Le sous-marin avait une vitesse en surface de 17,7 nœuds (32,8 km/h) et une vitesse de 7,6 nœuds (14,1 km/h) en plongée. Immergé, il avait un rayon d'action de 80 milles marins (150 km) à 4 nœuds (7,4 km/h; 4,6 milles par heure) et pouvait atteindre une profondeur de 230 m. En surface son rayon d'action était de 8 500 milles nautiques (soit 15 700 km) à 10 nœuds (19 km/h).
L'U-660 était équipé de cinq tubes lance-torpilles de 53,3 cm (quatre montés à l'avant et un à l'arrière) qui contenait quatorze torpilles. Il était équipé d'un canon de 8,8 cm SK C/35 (220 coups) et d'un canon antiaérien de 20 mm Flak. Il pouvait transporter 26 mines TMA ou 39 mines TMB. Son équipage comprenait 4 officiers et 40 à 56 sous-mariniers.

## Historique
Il reçut sa formation de base au sein de la 5. Unterseebootsflottille jusqu'au 31 juillet 1942, il intégra sa formation de combat dans la 9. Unterseebootsflottille et dans la 29. Unterseebootsflottille à partir du 1er novembre 1942.
L'U-660 quitte Kiel le 25 juillet 1942 pour sa première patrouille de guerre. Le 5 août, l'U-593 signale le convoi SC 94 à 900 nautiques dans le sud du cap Farvel. Il est parti le 31 juillet de Sydney (Nouvelle-Écosse) pour Liverpool. L'U-660 est l'un des sept bateaux qui sont dirigés vers le convoi et qui opèrent contre lui à partir du 7 août. Le 8 août au matin, l'U-660 torpille un vapeur, il entend un coup au but avec une torpille après 1 minute et 60 secondes, mais sans détonation. Deux jours plus tard, l'U-660 torpille quatre bâtiments britanniques du convoi dans le sud de Reykjavik. Les deux navires endommagés seront envoyés par le fond le jour suivant par l'U-438. 
Le convoi est poursuivi et en dépit de l'escorte, les U-Boote lancent de nombreuses attaques dans une mauvaise visibilité et une couverture aérienne arrivée le 9 août 1942. Un total de onze bâtiments sont envoyés par le fond pour deux U-Boote portés disparus : le 6 août, l'U-210 et le 9 août, l'U-379.
À partir du 21 août 1942, le groupe Lohs fait mouvement vers le nord, à la recherche de convois, mais le 22 août le convoi ONS 122 passe dans le sud de la ligne et est aperçu par un bateau positionné le plus dans le Sud du groupe, l'U-135. Il le poursuit, mais le contact est perdu le 23 août, à cause de la mauvaise visibilité. Il est repris le lendemain par l'U-660, mais ce dernier est pourchassé. Dans les premières heures du 25 août, le contact est repris à nouveau avec le convoi. Les conditions météo sont favorables jusqu'à ce que le brouillard tombe de nouveau et l'opération se termine le 26 août 1942. L'U-660 est ravitaillé par l'U-174 pour retour vers la base qu'il atteint le 6 septembre.
Le 3 octobre 1942, le sous-marin quitte Brest pour la Méditerranée. L'U-660 passe le détroit de Gibraltar durant la nuit du 10 au 11 octobre 1942. Il arrive ensuite à La Spezia trois jours plus tard.
Il reprend la mer par sa deuxième patrouille, le 24 octobre 1942, l'amenant en Méditerranée occidentale. L'U-660 est l'un d'un certain nombre de sous-marins qui sont rassemblés à partir du 5 novembre à l'ouest d'une ligne tracée à partir des Baléares jusqu'à Alger, pour contrer tous les développements résultants du grand nombre de bâtiments alliés à Gibraltar. Le 8 novembre 1942, après les débarquements en Afrique du Nord, l'activité des U-Boote contre les navires alliés s'intensifie. Le 12 novembre, l'U-660, qui opère contre le convoi TE 3, est repéré par son escorte.
Le sous-marin est envoyé par le fond, dans le nord-ouest d'Oran, par des attaques aux charges de profondeur lancées par les corvettes HMS Lotus (en) et HMS Starwort (uk). À 9 h 31, le Lotus largue des charges de profondeur, endommageant sérieusement l'U-660, qui descend à 150 mètres. Alors que le bateau commence à prendre l'eau, le Starwort largue ses charges de profondeur et le commandant Baur fait surface à 10 h 59 et est pris immédiatement sous le feu des corvettes. L'équipage abandonne le submersible qui est sabordé, coulant par l'arrière à 11 h 5 à la position 36° 07′ N, 1° 00′ O.
2 des 47 membres d'équipage décèdent dans cette attaque.

## Affectations
- 5. Unterseebootsflottille du 8 janvier 1942 au 31 juillet 1942 (Période de formation).
- 9. Unterseebootsflottille du 1er août 1942 au 31 octobre 1942 (Unité combattante).
- 29. Unterseebootsflottille du 1er novembre 1942 au 12 novembre 1942 (Unité combattante).

## Commandement
- Kapitänleutnant Götz Baur du 8 janvier 1942 au 12 novembre 1942.

## Patrouilles
|       | Commandant      | Départ          | Départ    | Arrivée          | Arrivée   | Jours    | Succès   |
| ----- | --------------- | --------------- | --------- | ---------------- | --------- | -------- | -------- |
| 1     | Oblt. Götz Baur | 25 juillet 1942 | Kiel      | 6 septembre 1942 | Brest     | 44 jours | 20 513   |
| 2     | Oblt. Götz Baur | 3 octobre 1942  | Brest     | 15 octobre 1942  | La Spezia | 13 jours |          |
| 3     | Oblt. Götz Baur | 24 octobre 1942 | La Spezia | 12 novembre 1942 | Coulé     | 20 jours |          |
| Total | Total           | Total           | Total     | Total            | Total     | 77 jours | 20 513 t |

Notes : Oblt. = Oberleutnant zur See

### OpérationsWolfpack
L'U-660 opéra avec les Wolfpacks (meute de loups) durant sa carrière opérationnelle.
- Steinbrinck (6 août 1942 – 11 août 1942)
- Lohs (11 août 1942 – 28 août 1942)
- Tümmler (3 octobre 1942 – 11 octobre 1942)
- Wal (10 novembre 1942 – 12 novembre 1942)

## Navires coulés
L'U-660 coula deux navires marchands totalisant 10 066 tonneaux et endommagea deux navires marchands totalisant 10 447 tonneaux au cours des trois patrouilles (77 jours en mer) qu'il effectua.
| Date         | Nom             | Nationalité | Tonnage | Convoi | Fait      | Localisation         |
| ------------ | --------------- | ----------- | ------- | ------ | --------- | -------------------- |
| 10 août 1942 | Condylis        | Grèce       | 4 439   | SC-94  | Endommagé | 57° 00′ N, 22° 30′ O |
| 10 août 1942 | Cape Race       | Royaume-Uni | 3 807   | SC-94  | Coulé     | 56° 45′ N, 22° 50′ O |
| 10 août 1942 | Empire Reindeer | Royaume-Uni | 6 259   | SC-94  | Coulé     | 56° 45′ N, 22° 50′ O |
| 10 août 1942 | Oregon          | Royaume-Uni | 6 008   | SC-94  | Endommagé | 57° 05′ N, 22° 41′ O |